# Аграрний Союз Удмуртії
Агра́рний Сою́з Удму́ртії — суспільно-політична організація, що діє на території Удмуртії, Росія. Голова союзу — Є. В. Булдаков.
Союз заснований в 1992 році. Виражає інтереси селян, бере участь в масово-політичних рухах за корінні соціально-економічні перетворення в сільському господарстві та забезпеченні його пріоритетності. Добивається соціальної перебудови села та духовного відродження селян, покращення умов життя та праці працівників агропромислового комплексу Удмуртії.